# Sylvain Cappell
Sylvain Edward Cappell (né le 10 septembre 1946), est un mathématicien belgo-américain et ancien élève de William Browder à l'Université de Princeton, est un topologue qui passe la majeure partie de sa carrière au Courant Institute of Mathematical Sciences à NYU, où il est maintenant le Silver Professor de Mathématiques.

## Biographie
Il est né à Bruxelles, en Belgique, émigre avec ses parents à New York en 1950 et grandit en grande partie dans cette ville. En 1963, en tant que senior à la Bronx High School of Science, il remporte la première place dans la Regeneron Science Talent Search pour son travail sur "La théorie des groupes semi-cycliques avec une référence spéciale à la logique non aristotélicienne". Il est ensuite diplômé de l'Université Columbia en 1966, remportant le prix de mathématiques Van Amringe. Il est surtout connu pour son "théorème de séparation de codimension un" qui est un outil standard en topologie géométrique de grande dimension, et un certain nombre de résultats importants prouvés avec son collaborateur Julius Shaneson (maintenant à l'Université de Pennsylvanie). Leur travail comprend de nombreux résultats en théorie des nœuds (et de larges généralisations de ce sujet) et des aspects de la topologie à basse dimension. Ils donnent les premiers exemples non triviaux de conjugaison topologique de transformations linéaires, ce qui conduit à une floraison de recherches sur l'étude topologique des espaces à singularités.
Plus récemment, ils combinent leur compréhension des singularités, d'abord au comptage des points du réseau dans les polytopes, puis aux formules de sommation de type Euler-Maclaurin et plus récemment au comptage des points du réseau dans le cercle. Ce dernier problème est classique, initié par Gauss, et l'article est toujours en cours d'examen par des experts.
En 2012, il devient membre de l'American Mathematical Society. Cappell est élu membre et est vice-président de l'AMS pour le mandat de février 2010 à janvier 2013,. En 2018, il est élu membre de l'Académie américaine des arts et des sciences.